# Sirak Hakobyan
Sirak Hakobyan (en arménien : Սիրակ Հակոբյան) est un boxeur français né le 2 octobre 1995 à Gyumri en Arménie. Il obtient la ceinture de champion méditerranéen WBC des poids welters le 22 juin 2018.

## Carrière
Surnommé The Scud en référence à sa puissance de frappe, Sirak quitte l'Arménie à l'âge de 13 ans pour s'installer avec sa famille dans la ville de Châteauroux . Âgé de 14 ans, il fait ses débuts dans la boxe et dispute 24 rencontres chez les amateurs. Il en remporte 21 combats dont 4 avant la limite. À seulement 18 ans, il devient boxeur professionnel dans la catégorie des poids super-welters (moins de 69,853 kg) et entame cette nouvelle carrière dans le département de l’Indre en région Centre.
Suivi par deux entraîneurs, Bahi Bechergui et Kader Nemsaoui, Sirak connait des débuts difficiles car le jeune boxeur connaît sa première défaite lors de son premier combat professionnel le 6 février 2015 face à Mike Vice.
S’ensuivent huit victoires consécutives face à des boxeurs quelques fois plus expérimentés que lui (Kelvin Arevalo, Joachim Elkaim, Antonin Gonel, Mahmoud Khayat, Samuel Boulogne, Philippe Donat, Mariusz Biskupski, Herman Ferdinand),.
Le 16 avril 2016, à seulement 20 ans, Sirak dispute son 10e combat professionnel lors d’une grande soirée de boxe à Issoudun face au boxeur Bernard Follea. Au grand regret du public, il manqua la victoire aux points par décision partagée des 3 juges. Lors de cette même soirée, le boxeur Arsen Goulamirian, un ami proche de Sirak, devient alors champion de France face à David Radeff.
Cette défaite marqua le début d’une nouvelle vie pour The Scud. Il prend la décision de quitter sa ville de cœur pour rejoindre le Blagnac Boxing Club en Haute-Garonne afin d'être suivi par Mohammed Bennama qui a notamment formé Mahyar Monshipour, champion du monde des poids super-coqs WBA entre 2003 et 2006.
Le 3 mars 2017, il remet les gants face à Alain Alfred, un combat qui se terminera par un match nul. Sirak Hakobyan enchaîne ensuite neuf victoires consécutives face à : Nicolas Ladias, Mohamed Toubal, Sladjan Dragosic, Mifodzi Pilipenak, David Afonso Pereira, Konstantins Sakara, Salim Ben Rejeb, Romain Nemery et Gurami Kurtanidze, ce qui lui permet de remonter dans les classements afin de pouvoir disputer le titre de champion méditerranéen WBC des poids welters.
Le 22 juin 2018, il remporte ce titre face à Romain Nemery, champion de France de sa catégorie. Une grande fierté pour les supporters castel-roussins venus nombreux l'encourager dont le maire de Chateauroux Gil Avérous.
Le 5 avril 2019, Sirak dispute un nouveau combat pour tenter de décrocher la ceinture WBC des jeunes de moins de 25 ans, chez lui à Blagnac, face à Tomi Silvennoinen, boxeur finlandais expérimenté présentant plus de 180 combats amateurs et 9 combats professionnels pour seulement une défaite. C'est un adversaire imposé par la fédération WBC.
Alors qu'il domine le combat, il se fait surprendre par une droite qui l'envoie à terre à la fin de la 4e reprise. Sirak tente de se relever mais l'arbitre décide d'arrêter le combat par mesure de sécurité pour le boxeur. Un énorme coup dur pour le boxeur local.
Il essaie de relancer sa carrière en enchaînant très vite par deux victoires consécutives : le premier par KO en seulement 30 secondes face à Roland Hamar venu de Hongrie, et le second face à Badri Gogichashvili le 18 juillet 2019 au carreau du temple à Paris.
Après 4 mois d'attente, le boxeur franco-arménien remonte sur le ring le 22 novembre 2019 à Cahors pour son 25e combat professionnel. C'est face à un boxeur très coriace, venant tout droit de Georgie et qui a dernièrement surpris le champion de France avec un KO dès le premier round, qu'il remporte ce combat avant la limite à la fin de la 4éme reprise. Sirak Hakobyan devient n°1 Français dans les classements nationaux et prépare désormais un 26ème combat pour décrocher le titre de champion de France dans les mois à venir.

### Palmarès en boxe anglaise professionnelle
| 25 combats      | 20 victoires | 4 défaites |
| Avant la limite | 8            | 2          |
| Sur décision    | 12           | 2          |
| Match nul       | 1            | 1          |

## Activités extra-sportives
Une chanson à la gloire de Sirak hakobyan est créée par les rappeurs toulousains Beni et Ruben en juin 2018 à la suite de sa victoire pour le titre de champion méditerranéen WBC.